# Julio Buffarini
Julio Buffarini, né le 18 août 1988 à General Cabrera (en) en Argentine, est un footballeur argentin qui évolue au poste d'arrière droit au CA Talleres.

## Biographie

### Carrière en club

#### Débuts en Argentine
Né à General Cabrera (en) en Argentine, Julio Buffarini est formé dans l'un des clubs de sa région natale, le CA Talleres. Il débute en deuxième division argentine en août 2006. En novembre de la même année, il effectue un essai à l'AS Saint-Étienne avec quatre autres de ses coéquipiers, dont Javier Pastore, mais il ne convainc pas le staff stéphanois, comme aucun de ses camarades d'ailleurs. Au total il joue quatre saisons à Talleres, toutes dans les divisions inférieures, dont une en 3e division.
Il s'engage en juillet 2010 avec l'Atlético Tucumán, en deuxième division, puis il rejoint Ferro Carril Oeste un an plus tard, en 2011, club de Nacional-B également.

#### San Lorenzo

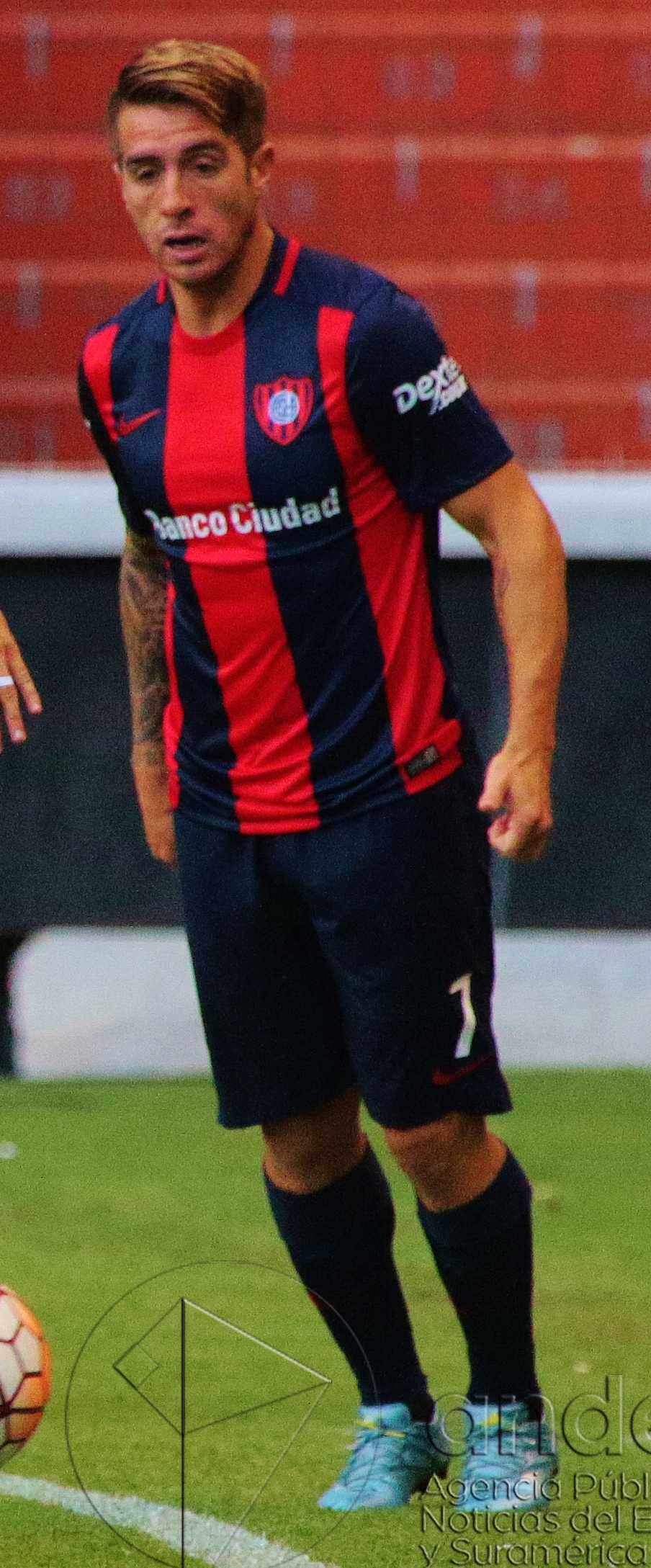
Buffarini sous les couleurs de San Lorenzo lors de la Copa Libertadores 2016.

Le 1er mars 2012, Buffarini s'engage avec l'un des clubs les plus populaires d'Argentine, San Lorenzo, avec lequel il découvre enfin la Primera División. Il joue son premier match le 24 mars 2012, lors d'une défaite 2-1 de son équipe contre l'Atlético de Rafaela.
Alors qu'il a été formé comme ailier droit, Buffarini est repositionné arrière droit par son entraîneur de l'époque, Juan Antonio Pizzi. Il devient alors l'un des hommes forts de son équipe, par ses performances mais aussi en étant nommé vice-capitaine notamment. Il écrit avec ses coéquipiers l'une des plus belles pages de l'histoire du club en remportant notamment le Championnat d'Argentine en 2013-2014, mais surtout la Copa Libertadores en 2014, la première de l'histoire de San Lorenzo.

#### São Paulo
Le 26 juillet 2016, il rejoint le São Paulo FC, pour sa première expérience en dehors de l'Argentine. Il joue son premier match le 4 août 2016 en championnat, contre l'Atlético Mineiro (défaite 1-2).

#### Boca Juniors
En décembre 2017 Julio Buffarini est annoncé à Boca Juniors. Il signe le 1er janvier 2018 avec son nouveau club, pour un contrat courant jusqu'en décembre 2020. Il joue son premier match avec son nouveau club le 28 janvier 2018, contre le Colón de Santa Fe en championnat. Il entre en jeu et son équipe s'impose 2-0. Avec Boca, il devient champion d'Argentine en 2018. Il marque son premier but le 4 novembre 2018, contre le CA Tigre (victoire 4-1).

### SD Huesca
Le 5 août 2021, Julio Buffarini s'engage en faveur de la SD Huesca pour un contrat de deux saisons. Il s'agit de sa première expérience en Europe, à 33 ans,.

#### FC Cartagena
Le 27 janvier 2022, Buffarini est prêté au Cartagena FC jusqu'à la fin de la saison.

#### Retour au CA Talleres
Le 8 juin 2022, Julio Buffarini résilie son contrat avec la SD Huesca. Deux jours plus tard il s'engage en faveur du CA Talleres, retournant ainsi dans le club de ses débuts.

## Palmarès
San Lorenzo
- Champion d'Argentine en 2013-2014.
- Vainqueur de la Copa Libertadores en 2014.
- Vainqueur de la Supercopa Argentina en 2015.

 Boca Juniors
- Champion d'Argentine en 2018.